# Monnikhof

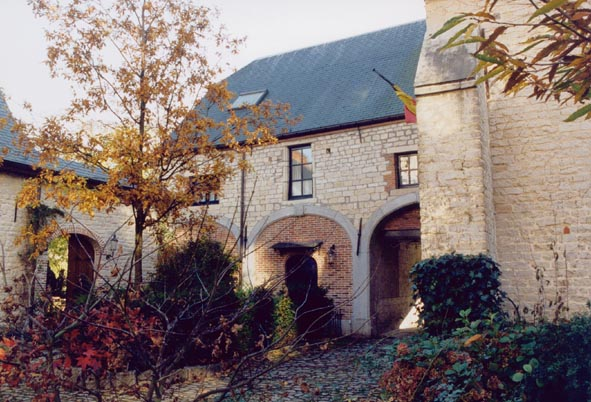
Monnikhof

Het Monnikhof is een gebouw in de Vlaams-Brabantse stad Vilvoorde, gelegen aan de Jean-Baptiste Nowélei 37.

## Geschiedenis
De oorsprong van het hof zou worden gezocht in het Merovingisch domein dat aan de oorsprong van Vilvoorde ten grondslag lag. Het was een cijnshoeve en een refugiehuis van de Abdij Ter Kameren. Het huidige huis is van 1751 en het verving een stenen schuur, een huis en een lemen stal.
Tijdens de Franse Revolutie werd het goed verbeurd verklaard en openbaar verkocht. In het laatste kwart van de 19e eeuw vestigde Jean-Baptiste Nowé er een brouwerij in welke tot 1954 bleef bestaan.
Eind jaren '90 van de 20e eeuw werd het gebouw gerestaureerd.

## Gebouw
Het betreft een L-vormig gebouw dat vroeger ommuurd was met een zandstenen muur. Van deze muur is een deel bewaard gebleven. Het geheel is toegankelijk via een poort die uitkomt op een gekasseid erf waaromheen het woonhuis en haaks daarop een schuur staat. De onderkelderde woning is in zandsteen opgetrokken. De schuur is, evenals het woonhuis, 18e-eeuws. Tussen schuur en woonhuis bevindt zich een wagenhuis.